# 中国鋼鉄
中国鋼鉄（ちゅうごくこうてつ、略称：中鋼）は1971年に設立された台湾最大の製鉄会社。高雄市小港区に本社を置く。正式名称は中國鋼鐵股份有限公司。2010年10月3日現在の董事長は鄒若齊。粗鋼生産能力は年間約1300万トン規模であり、日本では2003年11月1日に住友金属工業 (現日本製鉄)、住友商事との2社による日本製鉄和歌山製鉄所上工程合弁事業の一環として東アジア連合鋼鐵を設立した。

## 主要製品
- 鉄鋼
- 鋼棒
- 線材
- 熱間圧延機製品
- 冷間圧延鉄鋼製品
- 電気亜鉛メッキ鋼製品
- 電気鋼
- ステンレス鋼